# 鲍里斯·格列宾希科夫
鲍里斯·鲍里索维奇·格列宾希科夫（羅馬化：Boris Borisovich Grebenshchikov；1953年11月27日—），俄罗斯摇滚乐音樂人。他是乐队“水族馆”（Аквариум）的创始人和主唱。曾在列宁格勒国立大学就讀。